# Siedlce (gmina wiejska)
     PiS
     PO
     PSL
     LiD
     Samoobrona
     LPR
     PPP

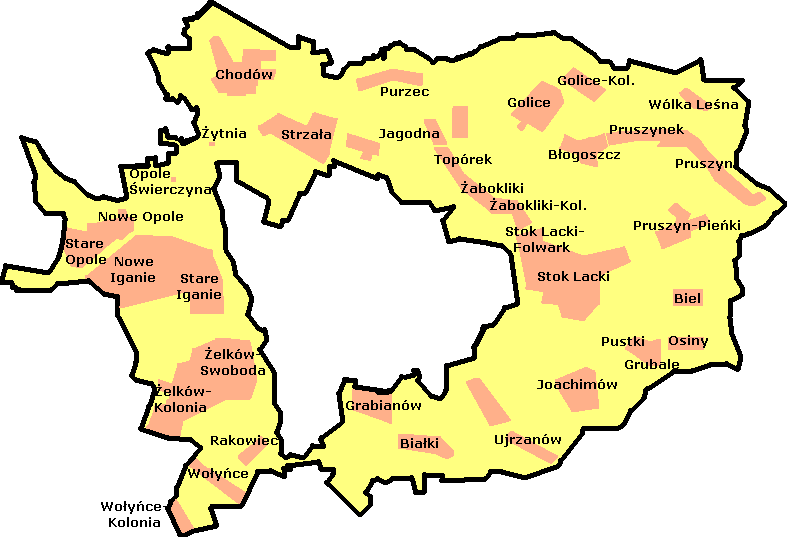
Gmina Siedlce

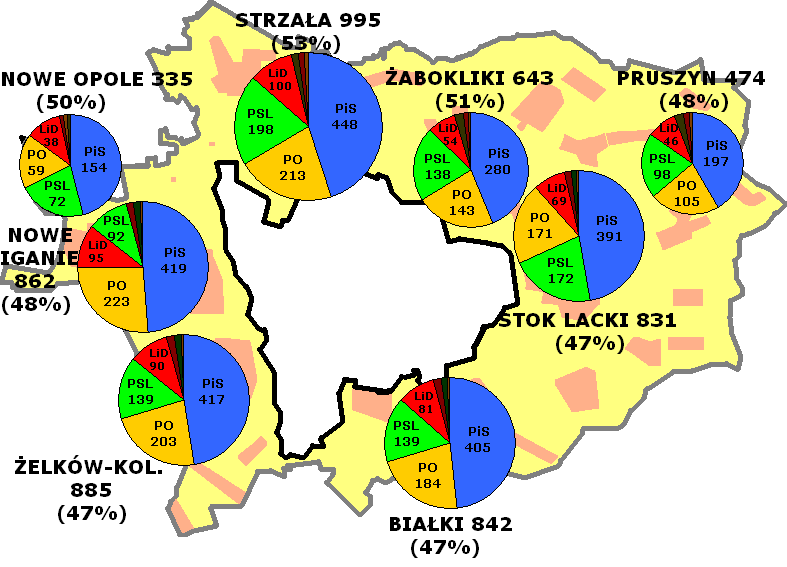
Wyniki wyborów parlamentarnych w 2007 roku w gminie Siedlce.
Siedziby obwodowych komisji wyborczych, liczba oddanych ważnych głosów, frekwencja.
Poparcie dla partii:
PiS
PO
PSL
LiD
Samoobrona
LPR
PPP

Siedlce (daw. gmina Stara Wieś) – gmina wiejska w województwie mazowieckim, w powiecie siedleckim. W latach 1975–1998 gmina położona była w województwie siedleckim.
Siedziba gminy to Siedlce.
Według danych z roku 2007 gminę zamieszkiwało 16 147 osób. Natomiast według danych z 31 grudnia 2019 roku gminę zamieszkiwało 18 406 osób.

## Struktura powierzchni
Według danych z roku 2002 gmina Siedlce ma obszar 141,54 km², w tym:
- użytki rolne: 78%
- użytki leśne: 10%

Gmina stanowi 8,83% powierzchni powiatu.

## Informacje ogólne
Gminę Siedlce utworzono na mocy decyzji Wojewódzkiej Rady Narodowej z dniem 1 stycznia 1973 r.
Gmina Siedlce leży na obszarze Niziny Południowo-podlaskiej w powiecie siedleckim, we wschodniej części województwa mazowieckiego. Obejmuje teren wokół granic administracyjnych miasta Siedlce.
Obszar gminy obejmuje 14.154 ha, z czego 9.375 ha to użytki rolne, a 1,478 ha zajmują lasy. Wysokość na tym terenie wahają się od 137,5 m n.p.m. do 180 m n.p.m.
Liczba ludności wynosiła w 2007 16147 osób. Gęstość zaludnienia to 114 osób na 1 km². W gminie znajduje się 36 wsi. Największymi obszarowo są sołectwa Stok Lacki, Chodów i Kolonia Żelków. Powyżej 1000 mieszkańców mają sołectwa: Żelków Kolonia – 1181, Nowe Iganie –1094, Strzała – 1018, Chodów – 1009.
Powierzchnia gminy rozcięta jest dolinami rzek Muchawki, Liwca i Helenki. Dolina Liwca łącznie ze stawami siedleckimi została zaliczona do obszarów przyrodniczych o randze krajowej, a ochrona różnorodności biologicznej spowodowała wyznaczenie tu obszaru Natura 2000. Fragmenty doliny Muchawki (z rezerwatem Gołoborzu) i uroczysko leśne Chodów należą do obszarów o randze regionalnej. Gmina Siedlce zajmuje obszar 141 km². Na jej terenie zamieszkuje prawie 16 tys. osób. W skład gminy wchodzi 35 wsi: Białki, Biel, Błogoszcz, Chodów, Golice – Kolonia, Golice, Grabianów, Grubale, Jagodna, Joachimów, Nowe Iganie, Nowe Opole, Opole Świerczyzna, Osiny, Pruszyn, Pruszynek, Pruszyn – Pieńki, Pustki, Purzec, Rakowiec, Stare Iganie, Stare Opole, Stok Lacki Folwark, Stok Lacki, Strzała, Topórek, Ujrzanów, Wołyńce – Kolonia, Wołyńce, Żabokliki – Kolonia, Żabokliki, Żytnia, Żelków – Kolonia, Ostrówek, Wólka Leśna.

## Gospodarka
Gmina Siedlce jest gminą rolniczą. Grunty orne obejmują 6.724 ha, łąki pastwiska 2.497 ha, sady 154 ha. Przeważają gleby lekkie klasy IV, V, VI. Określają one w znacznym stopniu charakter produkcji rolnej, w której dominują uprawy żyta, pszenżyta, owsa i ziemniaków. Gmina stanowi znaczące zaplecze surowcowe w produkcji warzyw, owoców i grzybów. Łąki i pastwiska stwarzają warunki do produkcji mleka i żywca wołowego.
Znaczący wpływ na rozwój gospodarki ma infrastruktura techniczna:
- wodociągi - 94%
- gazyfikacja - 60%
- telefonizacja - 90%
- kanalizacja - 5%

Na terenie gminy znajdują się ujęcia wodociągowe w miejscowościach: Stok Lacki, Żabokliki, Purzec, Ujrzanów. Są one eksploatowane i obsługiwane przez Przedsiębiorstwo Wodociągów i Kanalizacji w Siedlcach. Współwłaścicielem tej firmy jest gmina Siedlce.
Coraz większy udział w gospodarce gminy mają zakłady przemysłowe oraz handel hurtowy.

## Transport
Przez teren gminy przechodzą 3 drogi krajowe w tym Autostrada A2, 3 drogi wojewódzkie oraz 3 linie kolejowe. Na terenie gminy przebiega 25 linii komunikacji mieskiej obsługiwanej przez MPK Siedlce. Na 35 miejscowości w gminie
komunikacja miejska dociera do 31 miejscowości.

### Transport drogowy

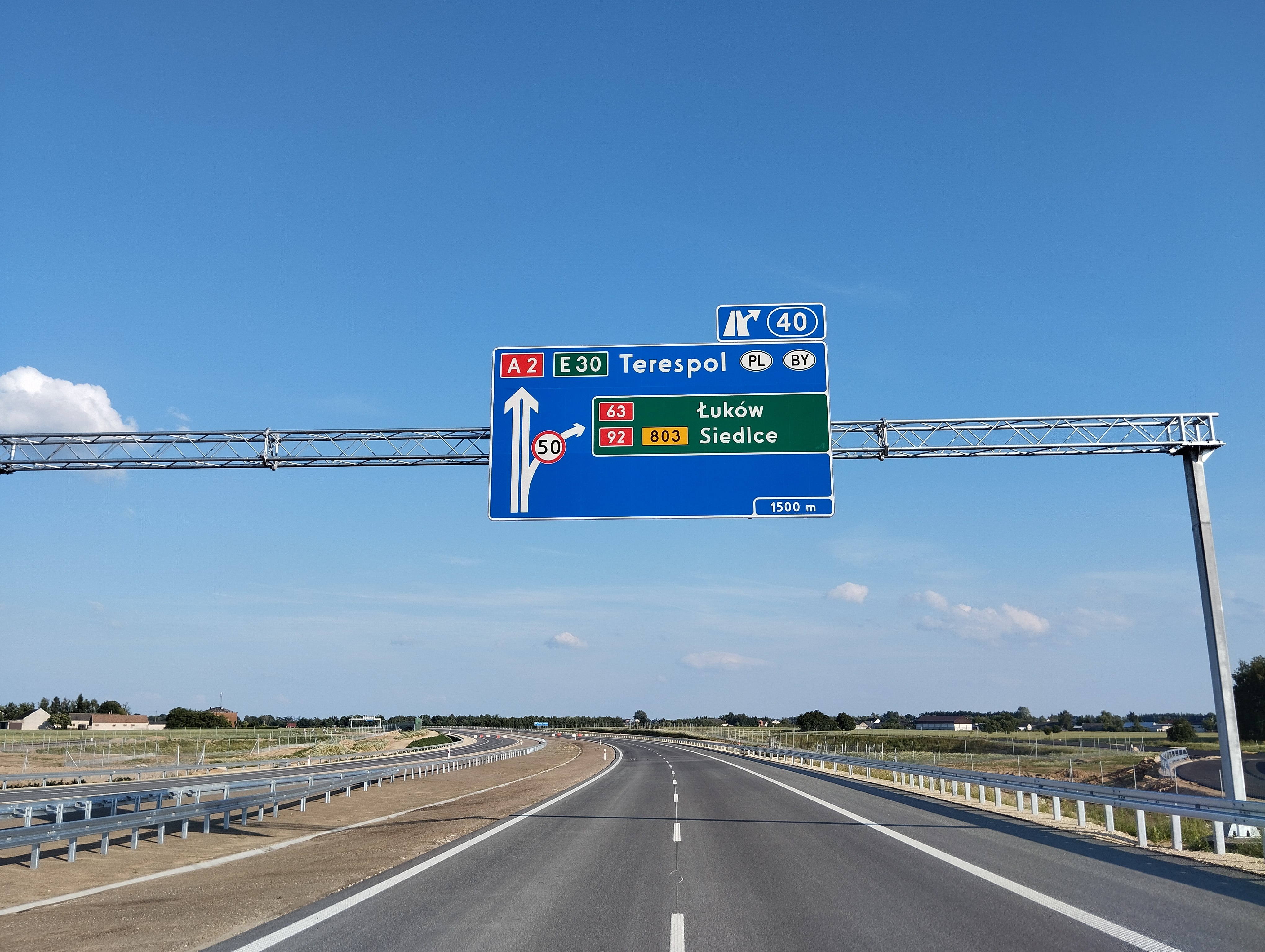
Autostrada A2 przed węzłem Siedlce Południe w Żelkowie - Kolonii (2024)

Lista dróg przechodzących przez gminę:
- A2 / 2E30  Autostrada A2 / DK2 (E30): granica państwa – Świecko – Poznań – Warszawa – Terespol – granica państwa
- 63 Droga krajowa nr 63: granica państwa – Perły – Giżycko – Pisz – Łomża – Zambrów – Siedlce – Radzyń Podlaski – Sławatycze – granica państwa
- 92 Droga krajowa nr 92: Rzepin – Poznań – Konin – Kutno – Ożarów Mazowiecki – Sulejówek – Mińsk Mazowiecki – Siedlce
- 696 Droga wojewódzka nr 696: Węgrów – Chodów
- 698 Droga wojewódzka nr 698: Siedlce – Łosice – Terespol
- 803 Droga wojewódzka nr 803: Siedlce – Stoczek Łukowski

### Transport kolejowy

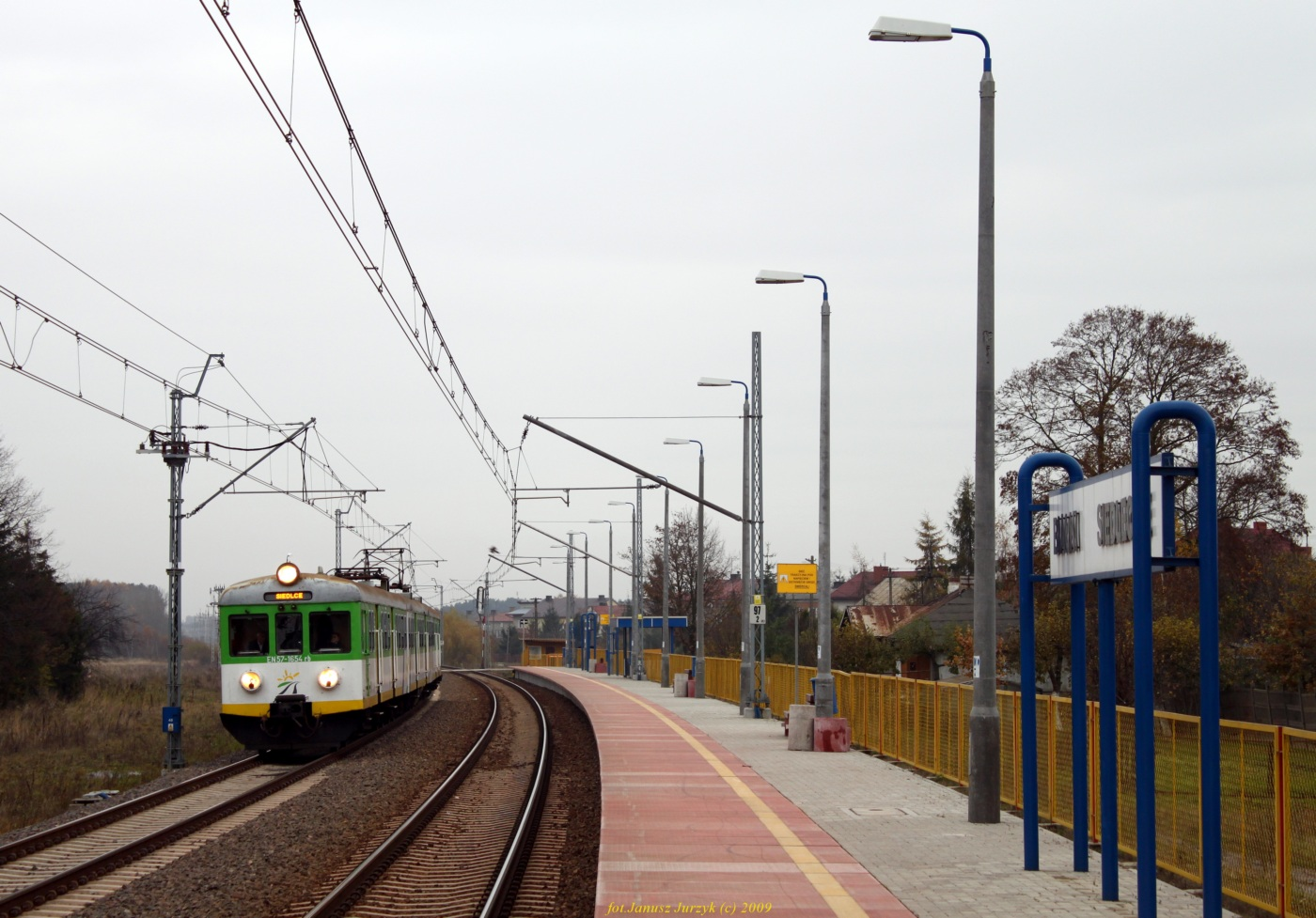
Przystanek osobowy Białki Siedleckie (2009)

Na terenie gminy znajdują się 3 Przystanki osobowe, gdzie 2 z nich (Sabinka oraz Białki Siedleckie) znajdują się na Linii kolejowej nr 2, natomiast przystanek Stok Lacki znajduje się na Linii kolejowej nr 31. Przez gminę przechodzą 3 linie kolejowe:
- 2 Warszawa Zachodnia – Terespol,
- 31 Siedlce – Siemianówka,
- 55 Sokołów Podlaski – Siedlce (zamknięta dla ruchu pasażerskiego).

## Demografia
Dane z 30 czerwca 2004:
| Opis                              | Ogółem | Ogółem | Kobiety | Kobiety | Mężczyźni | Mężczyźni |
| --------------------------------- | ------ | ------ | ------- | ------- | --------- | --------- |
| jednostka                         | osób   | %      | osób    | %       | osób      | %         |
| populacja                         | 15 622 | 100    | 7777    | 49,8    | 7845      | 50,2      |
| gęstość zaludnienia (mieszk./km²) | 110,4  | 110,4  | 54,9    | 54,9    | 55,4      | 55,4      |

Gmina Siedlce obejmuje teren wokół granic administracyjnych miasta Siedlce. We wszystkich miejscowościach są wodociągi i sieć telekomunikacyjna, siecią gazu ziemnego jest pokryte 75% gminy, a kanalizacją 30%.

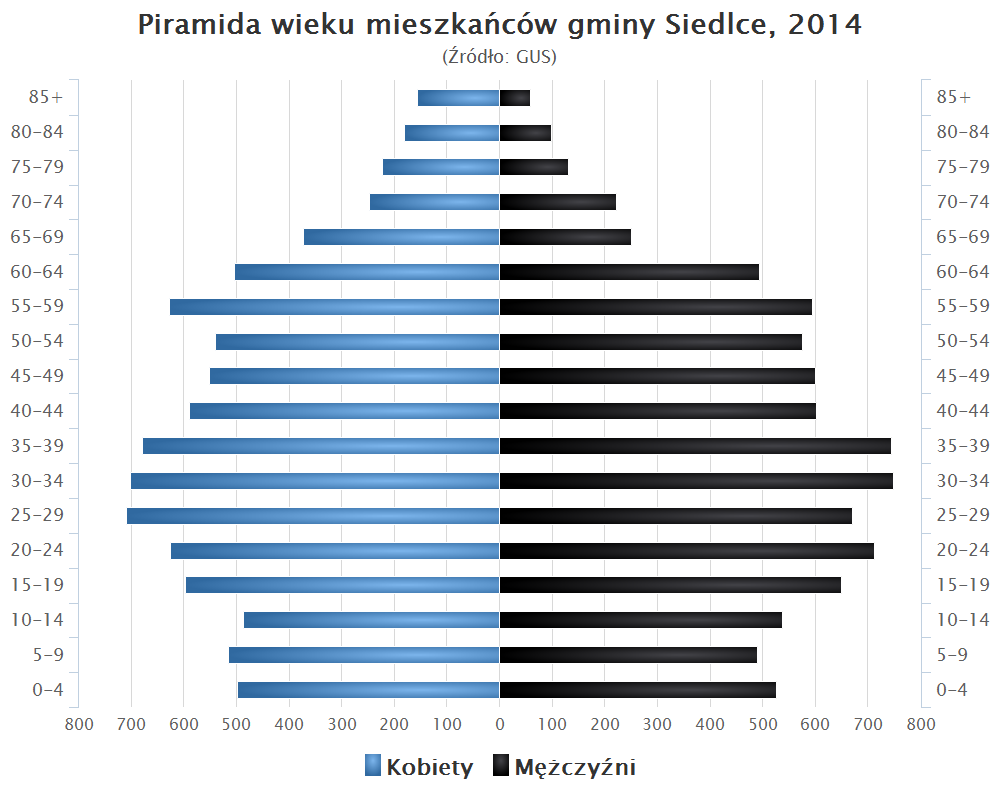
Piramida wieku mieszkańców gminy Siedlce w 2014 roku

## Wójtowie
- Mirosław Bieniek (2002–2014)[8][9][10]
- Henryk Brodowski (od 2014)[11][12][13]

## Sołectwa
Białki, Biel, Błogoszcz, Chodów, Golice, Golice-Kolonia, Grabianów, Grubale, Jagodnia, Joachimów, Nowe Iganie, Nowe Opole, Opole-Świerczyna, Osiny, Pruszyn, Pruszynek, Pruszyn-Pieńki, Pustki, Purzec, Rakowiec, Stare Iganie, Stare Opole, Stok Lacki-Folwark, Stok Lacki, Strzała, Swoboda, Topórek, Ujrzanów, Wołyńce, Wołyńce-Kolonia, Wólka Leśna, Żabokliki, Żabokliki-Kolonia, Żelków-Kolonia, Żytnia.
Miejscowości podstawowe bez statusu sołectwa: Ostrówek, Rybakówka, Wyględówka. 

## Sąsiednie gminy
Kotuń, Mokobody, Mordy, miasto Siedlce, Skórzec, Suchożebry, Wiśniew, Zbuczyn